# Bunte Republik Neustadt
Bunte Republik Neustadt (BRN; "Repubblica colorata della Neustadt") è il nome di una micronazione proclamata dal 1990 al 1993 nel quartiere Neustadt della città di Dresda in Germania. Da allora, ogni anno il terzo weekend di giugno si celebra una festa di quartiere che porta questo nome.

## Storia
La Bunte Republik Neustadt fu proclamata il 22 giugno 1990. L'idea era nata alcuni mesi prima in un locale della Neustadt durante una chiacchierata tra amici. La proclamazione fu seguita da una grande festa di quartiere nei due giorni successivi.
La Repubblica era guidata da un governo provvisorio, presieduto da un monarca - Gregor Kunz - affiancato da alcuni ministri. I confini della Repubblica comprendevano il quadrilatero tra Bautzener Straße, Königsbrücker Straße, Bischofsweg e Prießnitzstraße. All'entrata di queste strade erano presenti dei cartelli che segnalavano l'inizio del "libero territorio" della Repubblica. Furono create una moneta, il Neustadtmark ("Marco della Neustadt"), e una bandiera che raffigurava la testa di Topolino in una corona di spighe su uno sfondo nero, giallo e rosso.
Nel 1993 il governo provvisorio si sciolse dopo un bagno nel fiume Elba, un ironico riferimento alle condizioni delle acque.

## Festa di quartiere

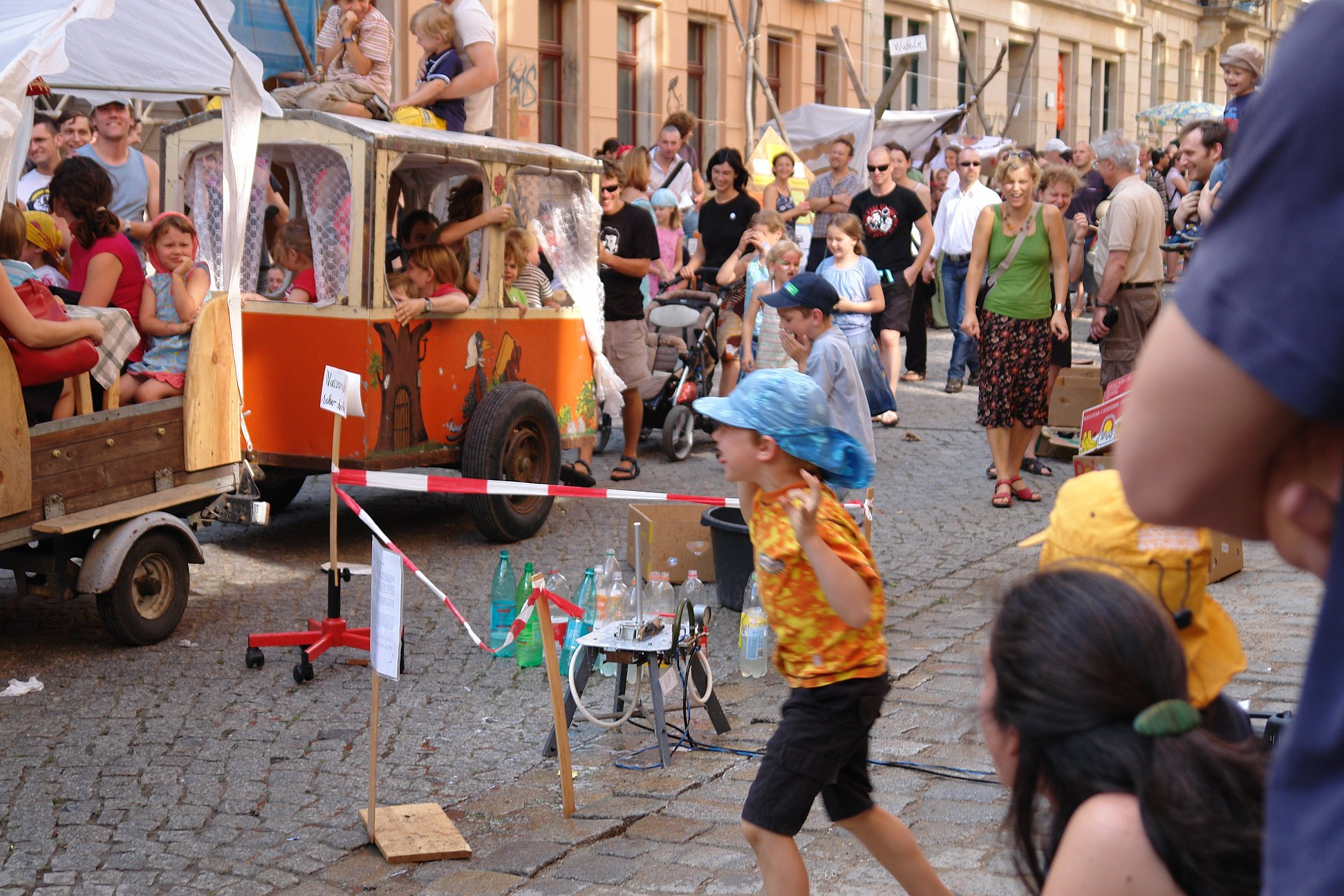
Bunte Republik Neustadt, 2007

Dal 1990 si festeggia ogni anno la Bunte Republik Neustadt. La manifestazione si è progressivamente allontanata dal suo originario significato di protesta politica e si è gradualmente trasformata in una festa musicale e multiculturale.
I tentativi di affidare l'organizzazione a un'associazione sono ripetutamente falliti. Dal 2002, è possibile segnalare la propria partecipazione iscrivendosi presso la municipalità di Dresda. Nonostante la presenza di numerose attività commerciali, le iniziative degli abitanti del quartiere e il programma dedicato ai bambini sono il cuore della manifestazione. Durante la festa l'intero quartiere resta chiuso al traffico. Da alcuni anni un corteo di carri in stile carnevalesco attraversa le strade della Neustadt accompagnato da musica e danze.
La manifestazione ha visto in passato il verificarsi di alcuni episodi di violenza. In particolare, nel 2001 e nel 2002 sono avvenuti scontri tra gruppi di destra e di sinistra, mentre nel 2007 sono stati feriti 12 poliziotti. In seguito a questi episodi è aumentata la presenza della polizia ed è stato introdotto il divieto di portare con sé bottiglie di vetro.
Nel 2010 è stato fondato, all'interno del centro socio-culturale Stadtteilhaus, il museo della Bunte Republik Neustadt che ne documenta la storia e ospita alcuni eventi e mostre temporanee.